# Тимошенко Олександр Тимофійович
Олександр Тимофійович Тимошенко (27 жовтня 1912, село Тереховка, тепер Хіславицького району Смоленської області, Російська Федерація — березень 1983, місто Донецьк) — український радянський діяч, 1-й секретар Макіївського міськкому КПУ Донецької області, секретар Донецького обкому КПУ. Кандидат у члени ЦК КПУ в 1960—1966 р.

## Біографія
Народився в селянській родині.
Закінчив Дніпропетровський гірничий інститут, гірничий електромеханік.
З червня 1941 року — в Червоній армії, призваний Прокоп'євським міським військкоматом (тепер Кемеровської області). Учасник німецько-радянської війни. Служив командиром вогневого взводу, командиром 6-ї батареї 544-го гаубичного артилерійського полку 117-ї гаубичної артилерійської бригади Резерву Головного Командування Великої потужності 30-ї та 31-ї армій Західного фронту, командиром 4-ї батареї 117-ї гаубичної артилерійської бригади Великої потужності Резерву Головного Командування 11-ї гвардійської армії 3-го Білоруського фронту.
Член ВКП(б) з березня 1942 року.
Перебував на відповідальній партійній роботі.
У 1958 — січень 1963 року — 1-й секретар Макіївського міського комітету КПУ Сталінської (Донецької) області.
У січні 1963 — грудні 1964 року — секретар Донецького промислового обласного комітету КПУ — голова промислового обласного комітету партійно-державного контролю. Одночасно, у січні 1963 — грудні 1964 року — заступник голови виконавчого комітету Донецької промислової обласної Ради депутатів трудящих.
У грудні 1964 — лютому 1966 року — секретар Донецького обласного комітету КПУ — голова обласного комітету партійно-державного контролю. Одночасно, з грудня 1964 до 1966 року — заступник голови виконавчого комітету Донецької обласної Ради депутатів трудящих.
З 1966 по 1977 рік — директор Макіївського науково-дослідного інституту із безпеки робіт у гірничій промисловості (Донецька область).
Помер у березні 1983 року.

## Звання
- капітан
- майор

## Нагороди
- орден Жовтневої Революції (1971)
- орден Вітчизняної війни 1-го ступеня (20.02.1943)
- орден Трудового Червоного Прапора (1966)
- орден Червоної Зірки (28.10.1943)
- орден Олександра Невського (17.07.1944)
- медаль «За оборону Москви» (1944)
- медаль «За взяття Кенігсберга» (1945)
- медаль «За перемогу над Німеччиною у Великій Вітчизняній війні 1941—1945 рр.» (1945)
- медаль «За доблесну працю. В ознаменування 100-річчя з дня народження Володимира Ілліча Леніна» (1970)
- медалі
- медаль «20 років перемоги у Великій Вітчизняній війні 1941—1945 рр.»
- медаль «30 років перемоги у Великій Вітчизняній війні 1941—1945 рр.»
- медаль «50 років Збройних Сил СРСР»